# Gendos
Gendos, właściwie Giennadij Timofiejewicz Czamzyryn (ur. 19 grudnia 1965, zm. 18 czerwca 2015) – artysta szaman narodowości tuwińskiej z Azji środkowej. 
Na początku grywał w teatrach w szczególności rolę szamana. Związany był z zespołem Biosynthes, który powstał w 1990 przy teatrze w Kyzyle. Potem brał udział w wielu nietypowych projektach awangardowych. W 1994 roku Gendos został współtwórcą wraz z Kenem Hyderem i Timem Hodgkinsonem jazzowego zespołu K-Space. W 2000 roku, wraz z basistą zespołu Yat-Kha Aleksejem Saają założył GenDOS Rock Group. Współpracował z takimi artystami jak Piotr Pawlak, Jerzy Mazzoll, Olga Szwajgier, Antoni „Ziut” Gralak i zespołem Shannon.

## Dyskografia
- Kamłanije (wyd. Long Arms, 2004)
- Ham-Dyt (wyd. Luna, 8 sierpnia 2005)